# 亀渕昭信
亀渕 昭信（かめぶち あきのぶ、1942年〈昭和17年〉3月1日 - ）は、日本のラジオ・ディスクジョッキー、ラジオパーソナリティ、ポピュラー音楽研究家。
元ニッポン放送代表取締役社長（1999年 - 2005年）。日本民間放送連盟顧問。
媒体によっては、異体字で「亀淵昭信」とも表記される。

## 概要
愛称は「カメ」「カメちゃん」。ラジオ局の制作スタッフと出演者を兼任し、のちに役員・社長として経営にたずさわった。社長退任後、ラジオパーソナリティとしての活動を再開した。
ゴスペル歌手でボイストレーナーの亀渕友香は妹。

## 来歴・人物

### 生い立ち
北海道夕張郡由仁町出身（ニッポン放送第2代社長鹿内信隆と同郷。亀渕は後に「由仁町ふるさと大使」を務める。なお、一部プロフィールにおいては「札幌生まれ」としている）。先祖は淡路島からの入植である。
3歳の時に家族とともに東京都に移り、江東区深川のベニヤ工場で育つ。江東区立深川第一小学校から暁星小学校、千代田区立麹町中学校、駒場東邦高等学校卒業。
叔母がジャズ歌手をしていた関係で、アメリカの流行歌を子守唄代わりに聴いていたことで、少年時代からいつかは音楽の仕事をしたいと思っていた。高校生の頃は新聞記者になりたいとも思っていたことがあった。

### ラジオ業界入り
早稲田大学政治経済学部経済学科2年生の時、プロデューサー兼ディスクジョッキー・高崎一郎がアルバイトを募っているということで行きつけのレコード店関係者からの紹介で、ニッポン放送でアルバイトを始める。仕事は高崎のアシスタントであった。大学内では証券学会、放送研究会音楽部などで活動した。
しかし本人は当時それまでニッポン放送を聴いたことが無く、専ら良く聴いていたのはFEN（現・AFN）や当時洋楽が得意だったラジオ関東（現・アール・エフ・ラジオ日本）だったという。
この時期、ポピュラー音楽雑誌への執筆やレコードの解説を、本名の他、父母の名を合成した「友紀元治」や、「江張嫩」の名義で行なっている。
大学4年生の時に、就職先が未定だったことから高崎一郎から「じゃあ、ウチ来るか」という話になり、1964年の大学卒業後、ニッポン放送に入社。同期は後に「カメ&アンコー」を組む「アンコー」こと斉藤安弘がいる。入社後はアシスタント ディレクター、チーフ ディレクターとして『ベスト・ヒット・パレード』『フレッシュインTOSHIBA ヤング・ヤング・ヤング』『バイタリス・フォーク・ビレッジ』『青島幸男のまだ宵の口』など、若者向け番組の制作を担当する。
亀渕は1966年10月から1年間、現地のラジオや音楽を勉強するためにアメリカへ渡る。前半はサンフランシスコ州立大学に聴講生として通い、後半はロサンゼルスやサンフランシスコ・ベイエリアを中心とした国内のラジオ局を訪問する。
当時の同地は新しいロックの流行地であり、亀渕はベイエリアを拠点に活動し、人気を得ていたグループ や、ツアーで同地にやって来る人気アーティスト のライブを観賞した。その中には1967年6月16日から18日にかけて行われたモントレー・ポップ・フェスティバルも含まれていた。
1967年10月に帰国し、ニッポン放送制作部に復職。『高崎一郎のオールナイトニッポン』『ザ・パンチ・パンチ・パンチ』『陳平・花の予備校』など、若者向け番組の制作を担当する。

### ディスクジョッキーに転身
初めてマイクの前でしゃべったのは1968年春。日曜日の午後11時半から、日付をまたいだ午前2時（月曜日早朝・放送休止時間）までの深夜放送『オールナイトニッポン電話リクエスト』（前年に開始したばかりの『オールナイトニッポン』の姉妹番組）の開始にあたり、出演者として白羽の矢が立った。当時の同番組は東京単局送出で、ネット放送は行われなかった。
1969年5月より、木曜日（金曜日早朝）の『オールナイトニッポン』に起用される（『亀渕昭信のオールナイトニッポン』）。最初にかけたレコードはグラス・ルーツの「今日を生きよう」だった。この年の10月、高崎一郎がフジテレビ『オールナイトフジ』に出演するため降板し、亀渕は高崎の担当していた土曜に異動となる。
亀渕が加入した当時の「オールナイトニッポン」は、前述の斉藤安弘が若者の支持を得ていたのをはじめ、音楽が中心の糸居五郎、トーク中心の今仁哲夫など、すでに各曜日のパーソナリティが人気を博していた。亀渕は「糸居と今仁の中間路線、土曜日ということもあり、音楽とオチャラケ話が中心の明るく楽しい番組を心がけた」という。
このころ、斉藤と一緒に「カメ&アンコー」名義で「水虫の唄」（CBSソニー）、「ひとりぼっちの唄」（キャニオン）、あるいは「カメカメ合唱団」名義で一人4重唱の「こころのシャンソン」「少年探偵団」（RCAビクター）などの楽曲を発表し、番組人気を高めることに貢献。のちにエレックレコードから、泉谷しげると共演した「カメカメ合唱団」名義のアルバム『人生はピエロ』をリリースしている。
また、1970年、現在のナイジェリア南東部にあたる、ビアフラ共和国で起きた民族紛争「ビアフラ戦争」のあおりで、難民が飢餓に苦しんでいたことを新聞で知り、一方で日本では古米が余っているという記事を亀渕の母親が見て「余った米をビアフラに送ればいいじゃない」呟いたのを聞いて思い立ち、そこでオールナイトニッポンの番組中で国際赤十字が世界の各国に支援を要請していることをリスナーに紹介し、当時の外務大臣・愛知揆一と、外務省に対して「ビアフラにたくさんの日本米を送れるようにはがきを送って下さい」とする呼びかけを行った。この時、上司に無断での呼びかけだったことから亀渕は「内心ビビってた」ということだったが、その後全国から3000通以上の嘆願の手紙・はがきが外務省に寄せられ、日本国政府はビアフラに日本米5000トンを救援物資として贈ることを実現させた。
1972年7月より、編成方針の変更のため、月曜日から土曜日の週6回、午前1時から3時まで『オールナイトニッポン・ビバカメショー』を担当する（約1年間）。ここでは従来の『オールナイトニッポン』とは異なる路線を敷き、洋楽ファン、特にロックファンやフォークファンのために音楽中心の番組作りを行う。ゲスト陣は沢田研二から来日したニルソンにいたるまで、幅広い人選だった。

### 裏方に専念
1973年夏、『オールナイトニッポン』制作チーフに起用されたのを機に、しゃべる側から作る側に戻る。この時期から、『オールナイトニッポン』は模様替えを企図され、社員がパーソナリティを担当することは原則として控えられ、代わってタレントやフォーク歌手が起用されるようになった。番組スタッフのリサーチにより新規に次々とパーソナリティが発掘され、のちの『オールナイトニッポン』独自のスタイルが築かれるにいたった（オールナイトニッポン#歴史を参照）。同年に編成部副部長へ昇格。
1978年1月に編成部長、1980年に制作部長、1983年に編成局長・制作部長へ昇格。
1983年8月、伊武雅刀のナレーションを生かしたユニークな歌唱によるシングル「子供達を責めないで／パパと踊ろう」をプロデュースする。「伊武が出演するラジオ番組が期日までに終了出来なかったペナルティ」という触れ込みで、伊武の所属事務所社長の依頼で制作されたもの（伊武雅刀#音楽を参照）。
1985年6月15日、民放ラジオ64社（当時）が企画した音楽イベント「国際青年年記念 ALL TOGETHER NOW」が東京・国立競技場で開催される。亀渕は同イベントのチーフプロデューサーを担当する。同年6月27日、取締役編成局長に就任。
1999年、ニッポン放送代表取締役社長に就任。2001年10月、社団法人デジタルラジオ推進協会理事長に就任（2008年6月退任）。
2004年、藍綬褒章を受章。また、日本宣伝賞正力賞を受賞。
2005年1月、ニッポン放送はフジサンケイグループの資本関係を正常化するため、フジテレビからの株式公開買付け提案を受諾する。その直後ライブドアによる市場での株式大量買い付けによる買収騒動が勃発。亀渕は一貫して「ニッポン放送はフジサンケイグループの一員として残る」との姿勢を崩さなかった。なおニッポン放送の社長として会見を行った際、質疑応答の時間に、亀渕のディスクジョッキーとして一世を風靡した時代を知らない若い記者から、「経営者なのに、驚くほど話術が巧みなのは何故なのか？」と、買収問題に全く関係のない質問をされている。

### 社長退任後
株主騒動が収まった2005年6月にニッポン放送社長を退き、同社相談役に就任する。
同月、前年に死去した母が保管していた荷物から、『オールナイトニッポン』時代に聴取者が亀渕へ送ったハガキの束を見つける。翌年の2006年、その差出人を探し出すラジオ番組『亀渕昭信のオールナイトニッポン 35年目のリクエスト 青春のかけら届けます』を制作。同年5月14日に放送され、日本民間放送連盟の「日本民間放送連盟賞」ラジオエンターテインメント番組部門優秀賞を受賞。同番組は文章にまとめられ、翌年書籍化された（後述）。
2008年6月、ニッポン放送を退社。この年の8月から、スタジオジブリ発行のフリーマガジン『熱風』に、「ドーナッツ盤に恋をして 私説ロックンロール黄金史」の連載を開始（のちに書籍化、後述）。
2009年4月7日より、NHKラジオ『亀渕昭信のいくつになってもロケンロール!』のDJを務める。民間放送局の元経営者がNHKの番組にレギュラー出演するのは史上初のことだった。NHKラジオでは『亀渕昭信のにっぽん全国ラジオめぐり』の終了まで、レギュラー番組を4年間 担当した。2010年11月、料理研究家土井善晴との共著を上梓（後述）。
2014年1月より、火曜会制作の洋楽専門番組『亀渕昭信のお宝POPS』でDJを担当。同年、萩原健太編集長のデジタルマガジン『ERIS』にて「どうしても聴いておきたいアメリカンポップス1001」の連載を開始。11月3日、旭日中綬章受章。
2023年2月17日5時、オールナイトニッポン55周年記念　 オールナイトニッポン55時間スペシャルの中でカメ＆アンコーのオールナイトニッポンを担当。

## 出演

### 主な担当番組
ニッポン放送
- 亀渕昭信のオールナイトニッポン（DJ、1969年10月 - 1972年6月）
- オールナイトニッポン・ビバカメショー（DJ、1972年7月 - 1973年6月）
- カメカメポップス（DJ）
- アグネス・カメのチャン・チャン・ポップス（パーソナリティ）
- ラジオアーカイブ 発掘!ラジオ天国（パーソナリティ、2010年4月10日 - 2011年4月2日）

LFX488
- LFX488開局記念番組（2000年12月1日）

NHK
- 亀渕昭信のいくつになってもロケンロール!（DJ、2009年3月24日 - 2011年3月1日） - NHKデジタルラジオ、NHKラジオ第1放送、NHKワールド・ラジオ日本
- 亀渕昭信のにっぽん全国ラジオめぐり（パーソナリティ、2011年3月29日 - 2013年3月26日）NHKラジオ第1放送
- 2013年度とことんビートルズ以前（パーソナリティ、2013年4月2日 - 4月27日）NHK-FM

その他
- 亀渕昭信のお宝POPS（2014年1月 - ）火曜会製作

### ゲスト等
- 日めくりタイムトラベル（2007年10月6日）NHK BS2

「昭和43年」の回に出演。「深夜放送ラジオ」の証言者として『パックインミュージック』（TBSラジオ）のパーソナリティだった野沢那智と共演。
- 亀渕昭信のオールナイトニッポンGOLD ザ・ビートルズ オールリクエスト 5days（DJ、2009年8月24日 - 28日）ニッポン放送

ビートルズのリマスター盤発売を記念して制作された全5回の特別番組。
- ラジオデー 広げようラジオの魅力（2009年5月6日）NHKラジオ第1放送

同番組の枠内で、『亀渕昭信のいくつになってもロケンロール!』の特別番組を担当。
- 今日は一日大滝詠一三昧（2011年3月21日）NHK-FM

前述の雑誌連載で対談するなど、親交があったことから「友情出演」。
- 武田鉄矢の昭和は輝いていた （BSジャパン）

準レギュラーの「昭和◯◯年グラフィティ」ほか、年数回出演。
- たけしの“これがホントのニッポン芸能史”（2018年10月24日）NHK BSプレミアム 第15回『ラジオの魅力を徹底解剖!』

## 著書
- 『35年目のリクエスト 亀渕昭信のオールナイトニッポン あの日の手紙とどけます』白泉社、2006年11月。ISBN 4592750128。 - 前述の特別番組の書籍化。
- 『男の料理入門塾 いくつになっても始められる』学研、2010年11月。ISBN 9784054046894。（土井善晴共著）
- 『亀渕昭信のロックンロール伝 ビートルズ以前、16歳の僕はドーナッツ盤に恋をした』ヤマハミュージックメディア、2011年8月。ISBN 9784636869231。 - 前述の『熱風』の連載をまとめたもの。
- 『秘伝オールナイトニッポン 奇跡のオンエアはなぜ生まれたか』小学館〈小学館新書〉、2023年4月。ISBN 9784098254477。